# Cedric Liddell
Cedric Haswell Liddell (ur. 11 czerwca 1913 w Clinton, zm. 4 czerwca 1981 w Walkerton) – kanadyjski wioślarz, brązowy medalista olimpijski.
Wystąpił na igrzyskach olimpijskich w Los Angeles w 1932, gdzie Kanadyjczycy w składzie: Earl Eastwood, Joseph Harris, Stanley Stanyar, Cedric Liddell ,Harry Fry, William Thoburn, Donald Boal, Albert Taylor i George MacDonald (sternik) zdobyli brązowy medal w ósemkach. W finale o 2,8 sekundy wyprzedziła ich osada Stanów Zjednoczonych, a o 2,6 sekundy Włosi. Na rozgrywanych cztery lata później igrzyskach olimpijskich w Berlinie w tej samej konkurencji Kanadyjczycy odpadli w półfinałach.
Po zakończeniu kariery został trenerem.